# Axel Kassegger

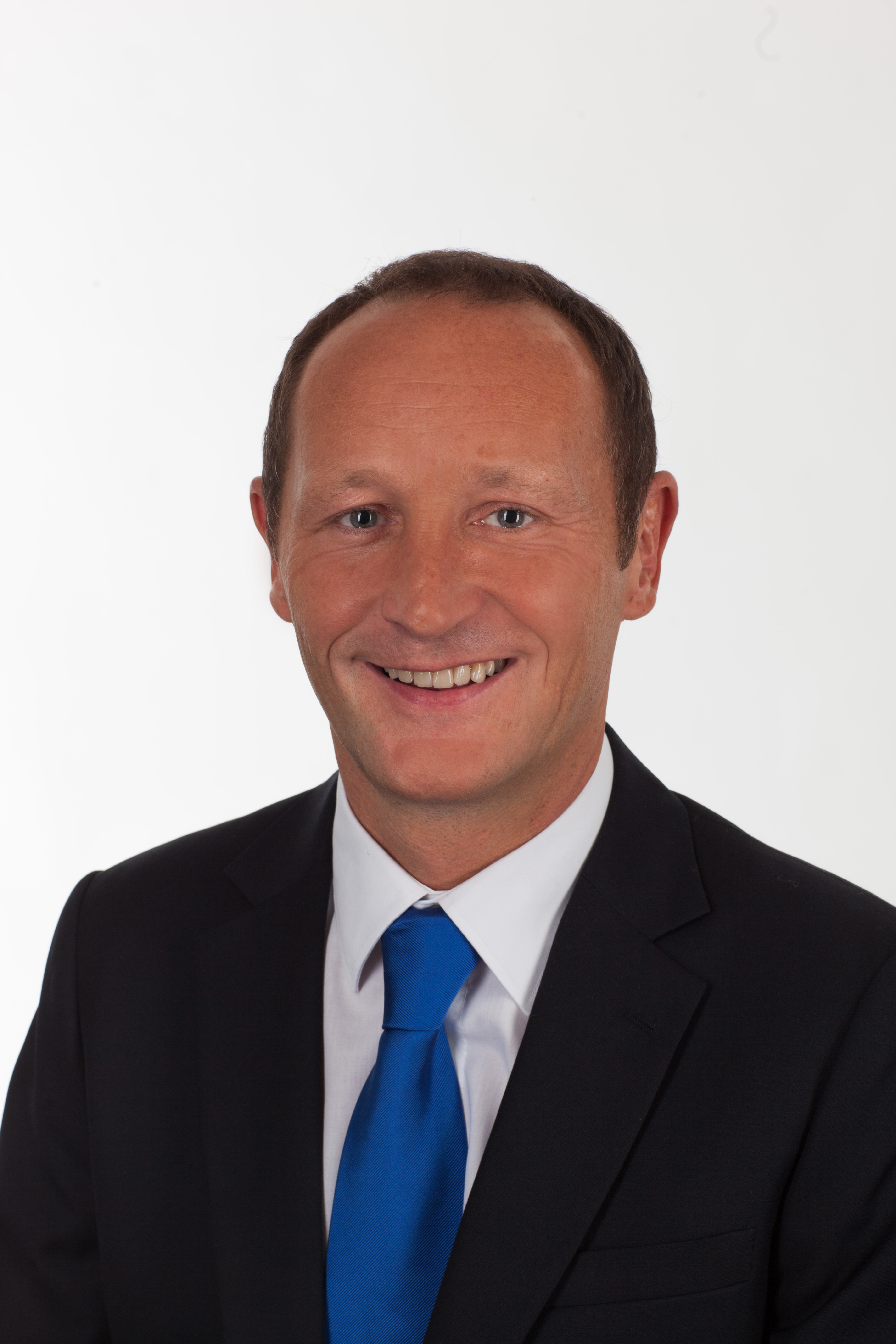

Axel Kassegger (* 4. Jänner 1966 in Friesach) ist ein österreichischer Politiker (FPÖ) und Unternehmer. Er ist seit 2013 Abgeordneter zum österreichischen Nationalrat.

## Ausbildung
Kassegger besuchte bis 1984 das Bundesgymnasium und Bundesrealgymnasium in Hallein und absolvierte nach der Matura zwischen 1984 und 1985 den Präsenzdienst. Er studierte zwischen 1987 und 1997 Rechtswissenschaften an der Universität Graz und schloss sein Grundstudium 1992 mit dem akademischen Grad Mag. iur. ab. Das darauffolgende Doktoratsstudium schloss Kassegger 1997 an der Universität Graz ab und erhielt dafür den akademischen Grad Dr. iur. Zudem studierte Kassegger von 1989 bis 1996 Sportwissenschaften an der Universität Graz, wobei er hier 1996 den akademischen Grad Mag. phil. verliehen bekam. Zusätzlich studierte er ab 1989 Betriebswirtschaftslehre an der Universität Graz und bekam hierfür 1994 den akademischen Grad Mag. rer. soc. oec. verliehen.
Während seines Studiums wurde er 1985 Mitglied der Akademischen Burschenschaft Germania Graz und 1989 der Burschenschaft Thessalia Prag.

## Beruflicher Werdegang
Kassegger war von 1996 bis 1997 Assistent der Geschäftsleitung des Elektrizitätswerks Schöder Walther Zedlacher KG in Mariahof und von 1997 bis 1999 Unternehmensberater der ÖAF Akademie für Führungskräfte GmbH in Graz. Danach war er von 1999 bis 2001 als Unternehmensberater der Dr. P. Prochaska GmbH aktiv. Seit 2001 ist Kassegger als selbstständiger Unternehmensberater tätig.
Axel Kassegger ist seit 2000 als Vortragender an verschiedenen Fachhochschulen zu den Themen Unternehmensführung, Controlling und Kostenrechnung und fungierte von 2001 bis 2005 als Studiengangsleiter und hauptberuflicher Dozent des Fachhochschul-Studienganges Rechnungswesen und Controlling am Campus 02 der Fachhochschule für Wirtschaft in Graz.  2016 wurde er zum Honorarprofessor für Rechnungswesen an der Hochschule Mittweida berufen.
Seit 2005 ist Kassegger als Unternehmer in diversen Geschäftsführungsfunktionen und Aufsichtsräten aktiv, wobei er seit April 2008 zudem Geschäftsführer und Gesellschafter der Bloomix GmbH und seit 2009 Geschäftsführer der Heimdall Vermietung- u. Verwaltung GmbH ist.  Des Weiteren war er von 2011 bis 2015 Aufsichtsratsvorsitzender der Steirischen Verkehrsbund Gesellschaft m.b.H. und von 2013 bis 2017 Stellvertreter des Aufsichtsratsvorsitzenden der Holding Graz – Kommunale Dienstleistungen GmbH.

## Politik und Funktionen
Kassegger war von 1987 bis 1992 Funktionär des Rings Freiheitlicher Studenten in Graz. Er wirkte von 2007 bis 2009 als Ortsparteiobmann-Stellvertreter der FPÖ in Gratwein und von 2007 bis 2009 als Mitglied der Bezirksparteileitung der FPÖ Graz-Umgebung, bevor er 2009 Mitglied der Stadtparteileitung der FPÖ Graz und Bezirksparteiobmann der FPÖ Graz-Innere Stadt wurde. Seit 2009 ist er zudem Mitglied des Landesparteivorstandes der FPÖ Steiermark und seit 2013 Mitglied der Bundesparteileitung. Seit 1. September 2021 ist Kassegger Obmann des Freiheitliches Bildungsinstituts und Mitglied des FPÖ-Bundesparteivorstandes. Beim Stadtparteitag der FPÖ Graz am 18. März 2022 wurde er zum geschäftsführenden Stadtparteiobmann der FPÖ Graz gewählt.
Kassegger kandidierte bei der Nationalratswahl 2013 und erlangte ein Mandat über den Landeswahlkreis Steiermark. Er wurde am 29. Oktober 2013 als Abgeordneter angelobt. Bei der Nationalratswahl 2019 wurde Kassegger in den Nationalrat wiedergewählt. Zudem ist Kassegger seit 2018 Mitglied der Parlamentarischen Versammlung der OSZE und des Europarats in Straßburg.
Seit 2014 hatte Kassegger mehrere Sprecher-Funktionen im freiheitlichen Parlamentsklub inne. Im Juli 2019 folgte er Wolfgang Klinger als Wirtschaftssprecher im Freiheitlichen Parlamentsklub nach. Weiters war er Geschäftsordnungs- und Wissenschaftssprecher. Kassegger ist seit 2015 Energiesprecher und war von 2019 bis 2023 außenpolitischer Sprecher.
Kassegger ist seit 2015 Ordner des Nationalrates.
Kassegger ist seit 2017 Obmann der parlamentarischen Freundschaftsgruppe „Österreich-Afrika südlich der Sahara“.
Auf Einladung der Regierung von Kambodscha beobachtete Kassegger die dortige Parlamentswahl am 29. Juli 2018 und beurteilte sie als „sehr professionell“ durchgeführt. Da Premier Hun Sen Kritiker unterdrückt sowie zuvor die größte Oppositionspartei aufgelöst hat, wird diese Wahl von der EU und von Menschenrechtsorganisationen als unfair abgelehnt.
Von der Stadtparteileitung wurde er im Februar 2023 als Nachfolger von Claudia Schönbacher als Obmann der Grazer FPÖ nominiert und Anfang März 2023 vom Stadtparteitag mit 94,77 Prozent der Stimmen gewählt.
Im September 2023 legte er seine Funktion als außenpolitischer Sprecher im FPÖ-Parlamentsklub zurück. Als seine Nachfolgerin wurde Susanne Fürst designiert.
Im Februar 2024 wurde Kassegger eine Entschädigung in Höhe von 7.500 Euro zugesprochen, da ein Gericht Vorwürfe der ÖVP gegenüber seiner Person als üble Nachrede qualifizierte. Zuvor kam es in einer medienrechtlichen Auseinandersetzung zu einem Vergleich mit der SPÖ, die ähnliche Vorwürfe erhoben hatte und diese nun nicht mehr verbreiten darf. Ab dem Jänner 2025 nahm Kassegger als „Chefverhandler“ für die FPÖ an Koalitionsverhandlungen mit der ÖVP teil.

## Publikationen
Axel Kassegger ist Autor von folgenden Werken:
- Energiepolitik und Elektrizitätswirtschaft in Österreich und Europa (Leopold Stocker Verlag, 2020, ISBN 978-3-7020-1884-9)
- Wirksame österreichische Wirtschafts- und Standortpolitik (Leopold Stocker Verlag, 2022, ISBN 978-3-7020-1918-1)
- Die Firma Pharmonta: eine historische Betriebsanalyse, 1994

- Abweichende Vereinbarungen zu den gesetzlichen Bestimmungen über die Auflösungs- und Ausschließungsklage bei Personengesellschaften, 1991
- Die Pistensicherungspflicht im alpinen Skilauf, 1995
- Die Entwicklung des Sozialversicherungsrechts der Arbeiter und Angestellten in der ersten Republik, 1997